# Гълъбина Митева
Гълъбина Митева е българска поетеса. Член на Съюза на Българските писатели.

## Биография и творчество
Гълъбина Митева е родена на 20 април 1966 г. в Оряхово, Врачанска област. Живее в Крушовица.
Творбите й са превеждани на руски, италиански, френски и английски език. Има участие в множество български и чуждоезични алманаси, разпространени в няколко европейски държави на съответните езици. Творбите й са отличавани с награди в редица литературни конкурси, между които Голямата награда за поезия на издателство „Буквите“ и Първа награда за поезия на името на Станка Пенчева.
Има хиляди последователи в социалните мрежи, а книгите й се радват на огромен читателски интерес.
В творческата си биография Гълъбина Митева има издадени седем поетични книги. „Молитва“ – 1993 г., „Пясъчен свят“ – 1997 г., „Време за разпятие“ – 2008 г., „Тази вечер Господ ме целуна“ – 2014 г., „Минавам случайно“ – 2016 г. „Висока Пътека“ – 2018 г. и „Последната капка любов“ - 2021 г.